# Pierre Phalèse
Pierre Phalèse, Petrus Phalesius, właśc. Pierre van der Phaliesen (ur. około 1510 w Leuven, zm. około 1573–1576 tamże) – flamandzki wydawca muzyczny. 

## Życiorys
Był starannie wykształcony, posługiwał się łaciną, francuskim i niemieckim. W 1542 roku został księgarzem na Uniwersytecie Lowańskim. Od 1545 roku prowadził działalność edytorską, w 1551 roku otrzymał pozwolenie na otwarcie własnej drukarni. W latach 1556–1560 wydał 10 tomów mszy Clemensa non Papa. Od 1563 roku drukował francuskie tabulatury lutniowe, w 1568 roku wydał tom Luculentum theatrum musicum, zawierający 142 kompozycje autorstwa m.in. Jakoba Arcadelta, Clemensa non Papa, Thomasa Crecquillona, Nicolasa Gomberta, Jacoba Obrechta, Orlanda di Lasso i Adriana Willaerta. Od 1570 roku prowadził spółkę z drukarzem Jeanem Bellère z Antwerpii. Po śmierci Phalèse’a prowadzenie firmy przejęli jego synowie, Corneille i Pierre.